# Chamaedorea alternans
Chamaedorea alternans är en enhjärtbladig växtart som beskrevs av Hermann Wendland. Chamaedorea alternans ingår i släktet Chamaedorea och familjen Arecaceae. Inga underarter finns listade i Catalogue of Life.

## Bildgalleri

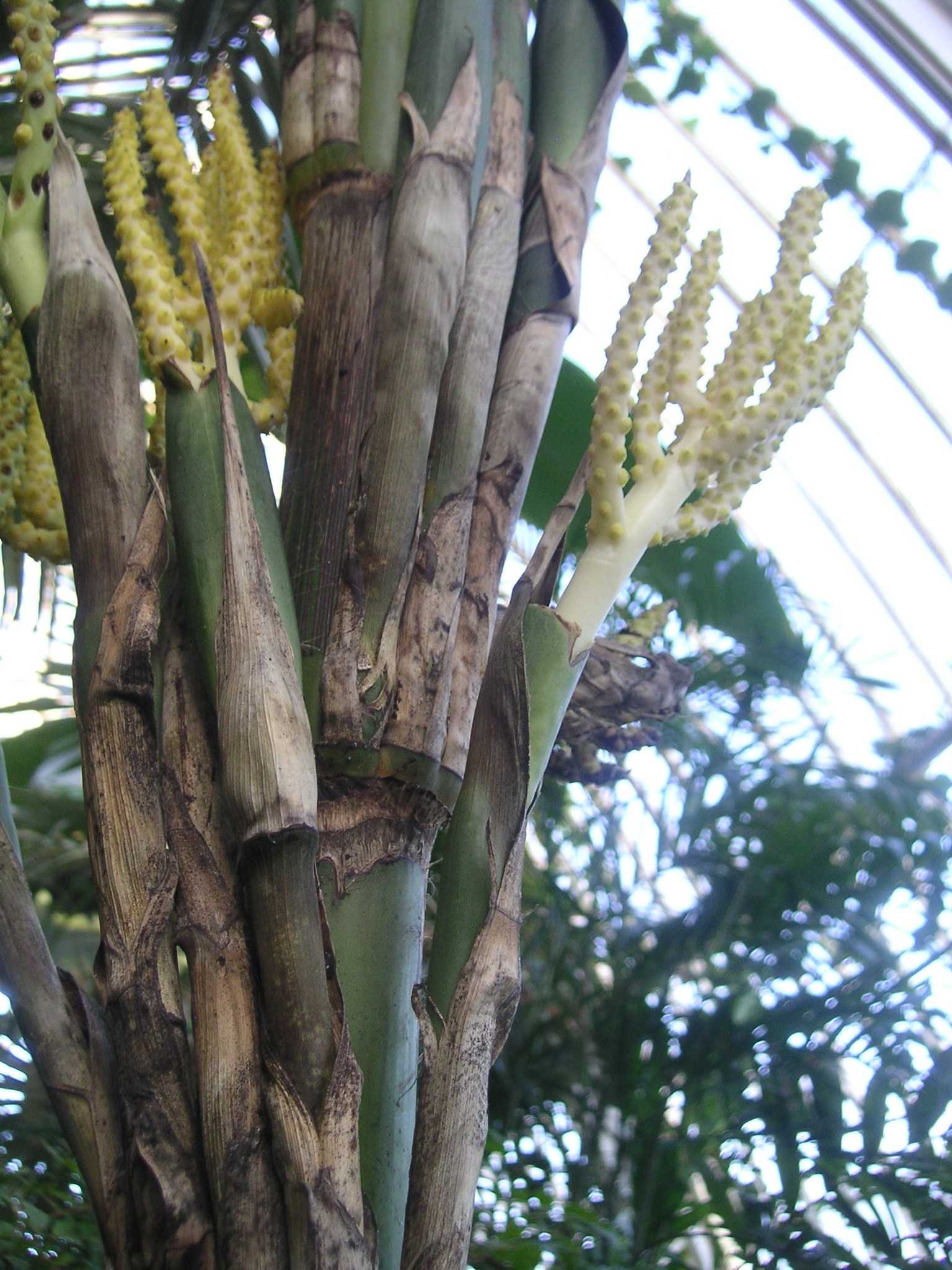